# The Melodians
Das Gesangs-Trio The Melodians war eine Ende der 1960er und Anfang 1970er Jahre bekannt gewordene jamaikanische Reggae-Band. Trotz der relativ kurzen Zeit erfolgreichen, kreativen Wirkens zählen sie zu den bedeutendsten Bands des Rocksteady-Stils und mehrere ihrer Singles zählen zu den Klassikern jamaikanischer Musik. Ihren größten Erfolg hatten sie mit dem von ihnen geschriebenen Song Rivers of Babylon.

## Karriere
Alle drei waren 1963 noch Teenager, als Tony Brevett, ein Bruder des The-Skatalites-Bassisten Lloyd Brevett, zusammen mit Trevor McNaughton und Brent Dowe The Melodians in Greenwich Town, in Kingston, gründeten. Brevett und Dowe teilten sich die Leadvocals, McNaughton war Harmony singer des Trios. Renford Cogle hat zwar nie mit dem Trio gesungen, war aber später Mitverfasser vieler Songtexte und arrangierte viele Stücke mit. 
Zunächst traten sie erfolgreich bei Talentwettbewerben in der Umgebung von Kingston auf, was schließlich 1966 zu ihrer ersten Aufnahme-Session führte, in Coxsone Dodds berühmtem Studio One, sie erreichten jedoch mit den Aufnahmen keine große Aufmerksamkeit. Sie wechselten zum Produzenten Duke Reid und dort kamen 1967 und 1968 die ersten Erfolge mit Singles wie You Have Caught Me, Expo 67, I'll Get Along Without You, You Don't Need Me (zusammen mit U-Roy), und Come On Little Girl. Damit machten die Melodians sich in der Rocksteady-Szene einen Namen als Gesangs-Ensemble. 1968 wechselten sie erneut den Produzenten, diesmal zu Sonia Pottinger, und hatten mit Little Nut Tree und Swing and Dine zwei weitere Hits in Jamaika. Auch diese Verbindung währte nicht lange und im Jahr darauf gingen sie zum Produzenten Leslie Kong. 
Mit ihm entstanden 1969 die berühmtesten Songs der Melodians und sie schafften den Durchbruch zu einem größeren, nun auch internationalen Publikum. Sweet Sensation verkaufte sich gut, nicht nur in Jamaika, sondern auch in Großbritannien. Aber mit ihrem Hit Rivers of Babylon stellten The Melodians noch im selben Jahr alles Bisherige in den Schatten. Der Song markiert auch den Beginn des spirituellen Einflusses des Rastafari-Glaubens auf die Songtexte der Melodians, die bis dahin meist romantische Liebes- und Party-Lieder gesungen hatten. Zu den Liedern, die The Melodians gelegentlich diesem neue Thema widmeten, gehört beispielsweise auch Black Man Kingdom Come. 
Die Band blieb beim Produzenten Leslie Kong, mit dem sie erfolgreich zusammenarbeiteten, bis zu dessen Tod 1971. Dieses tragische Ereignis markiert das Ende der Blütezeit der Melodians. Sie machten noch einige Aufnahmen mit anderen Produzenten, wie Lee Perry, und anderen, und auch erneut mit den früheren Produzenten Reid und Pottinger. Es gelang ihnen aber nicht mehr, an die Erfolge anzuknüpfen, die sie mit Kong hatten. 1973 verließ Dowe die Band, kurz darauf kam es zur Auflösung der Band. 1976 kamen sie wieder zusammen und nahmen viele ihrer alten Songs neu auf, bevor das Projekt ohne echte Ergebnisse zum Stillstand kam. Noch einmal fand sich das Trio in den frühen 1980er Jahren zusammen, nahm mit neuem Material das Reunion-Album Irie Feeling auf. Der Comeback-Versuch hatte allerdings wenig Erfolg.
Fünfzig Jahre nach Gründung der Band gingen Trevor McNaughton und Tony Brevett 2013 erneut auf eine US-Tournee. Am 26. Oktober 2013 erlag Tony Brevett in Miami einem Krebsleiden.

## Rivers of Babylon
Mit Rivers of Babylon hatten The Melodians ihren größten Erfolg und schufen eine Hymne der Rasta-Bewegung. Brent Dowe und Trevor McNaughton verfassten das Lied auf dem Text des biblischen Psalm 137 basierend. Der Song wurde Teil des Soundtracks zum Film The Harder They Come. Rivers of Babylon wurde später unzählige Male in Coverversionen von anderen Musikern interpretiert, die bekannteste und international erfolgreichste 1978 von Boney M.

## Diskographie
- Sweet Sensation (1969)
- Irie Feelings (1983)
- Premeditation (1986)
- Swing And Dine (1992)
- Rivers Of Babylon: The Best of the Melodians (1997)
- Sweet Sensation: The Best of the Melodians (2003)